# Gmina Lincoln (hrabstwo Black Hawk)
Gmina Lincoln (ang. Lincoln Township) – gmina w USA, w stanie Iowa, w hrabstwie Black Hawk. Według danych z 2020 roku gmina miała 346 mieszkańców.